# Ipschemuabi
Ipschemuabi war ein König von Byblos, der um 1790 v. Chr. regierte.
Ipschemuabi ist vor allem von seinem Grab (Nr. II) in der Königsnekropole von Byblos bekannt. Das Grab fand sich größtenteils unberaubt und enthielt noch eine Reihe wertvoller Objekte und war reicher als das seines Vaters Abischemu ausgestattet welches sich auch ungeplündert und durch einen Gang mit diesem verbunden, fand. In der Grabkammer von Grab II stand zunächst der große undekorierte Sarkophag des Herrschers, der aus weißem Kalkstein gehauen war. Um den Sarkophag waren diverse Beigaben angeordnet, worunter sich vor allem Tongefäße befanden. In dem Sarkophag fanden sich weitere Beigaben, darunter vergoldete Waffen, Spiegel, die wohl aus Ägypten stammen und goldener Schmuck, darunter ein Pektoral, dass mit verschiedenen Steinen eingelegt war, ein Halskragen, ein Anhänger in der Form einer Muschel mit dem Bild eines Falken und dem Namen Ipschemuabi in einer Kartusche geschrieben. Es fand sich eine teils vergoldete Obsidiantruhe mit dem Namen des ägyptischen Pharaos Amenemhet IV. Ein Silbergefäß stammt eventuell aus dem ägäischen Raum. Von der Leiche fanden sich kaum noch Reste.
Der Name des Herrschers fand sich auf zwei Objekten, wobei er sich einmal ausdrücklich als Sohn des Abischemu bezeichnet. Er trägt den ägyptischen Titel „Hati-a-en-kupna“ ḥ3.tj-ˁ-n-kpn – „Bürgermeister von Byblos“. Durch die Beigaben ist Ipschemuabi als Zeitgenosse von Amenemhet IV. datierbar. Seine reiche Grabausstattung zeigt starken ägyptischen Einfluss und bezeugt die engen Beziehungen von Byblos zu Ägypten zu dieser Zeit, die sich auch daran ablesen lassen, dass man in Byblos zu dieser Zeit die ägyptische Schrift gebrauchte.